# Danh sách cầu thủ tham dự giải vô địch bóng đá U-16 châu Âu 1992
Các cầu thủ in đậm từng thi đấu cho đội tuyển quốc gia.

## Bảng A

### Đan Mạch
Huấn luyện viên:

### Phần Lan
Huấn luyện viên:

### Ý
Huấn luyện viên:

### Nam Tư
Huấn luyện viên:

## Bảng B

### Hà Lan
Huấn luyện viên:

### Cộng hòa Ireland
Huấn luyện viên:

### România
Huấn luyện viên:

### Tây Ban Nha
Huấn luyện viên:Juan Santisteban
| 0#0 | Vị trí | Cầu thủ               | Ngày sinh và tuổi           | Câu lạc bộ           |
| --- | ------ | --------------------- | --------------------------- | -------------------- |
|     | TM     | Javier López Vallejo  | 25 tháng 9, 1975 (16 tuổi)  | CA Osasuna B         |
|     | TM     | Manu                  | 6 tháng 1, 1977 (15 tuổi)   | FC Barcelona         |
|     | HV     | Luis Carlos Cuartero  | 17 tháng 8, 1975 (16 tuổi)  | Real Zaragoza        |
|     | HV     | Quique Campos         | 5 tháng 9, 1975 (16 tuổi)   | Celta Vigo           |
|     | HV     | Luis González Jiménez |                             | Peña Athletic Bilbao |
|     | HV     | José Merinero Pachón  |                             | Real Madrid          |
|     | TV     | Iván de la Peña       | 6 tháng 5, 1976 (16 tuổi)   | Barcelona            |
|     | TV     | José Félix Guerrero   | 23 tháng 8, 1975 (16 tuổi)  | Athletic Bilbao      |
|     | TV     | Íñigo                 | 18 tháng 8, 1975 (16 tuổi)  | Real Zaragoza        |
|     | TV     | Bruno                 | 16 tháng 9, 1975 (16 tuổi)  | Sporting Gijon       |
|     | TV     | Daniel Amieva         | 24 tháng 3, 1976 (16 tuổi)  | Real Oviedo          |
|     | TV     | Fernando Morán        | 24 tháng 4, 1976 (16 tuổi)  | Real Madrid          |
|     | TV     | Álvaro Benito         | 10 tháng 12, 1976 (15 tuổi) | Real Madrid          |
|     | TĐ     | Loren                 | 26 tháng 10, 1975 (16 tuổi) | RCD Mallorca         |
|     | TĐ     | Iván Pérez            | 29 tháng 1, 1976 (16 tuổi)  | Real Madrid          |
|     | TĐ     | Álvaro Pérez          | 13 tháng 10, 1975 (16 tuổi) | Athletic Bilbao      |

## Bảng C

### Síp
Huấn luyện viên:

### Đức
Huấn luyện viên:

### Bắc Ireland
Huấn luyện viên:

### Scotland
Huấn luyện viên:

## Bảng D

### Pháp
Huấn luyện viên:

### Hungary
Huấn luyện viên:

### Israel
Huấn luyện viên:

### Bồ Đào Nha
Huấn luyện viên: